# Lekåsa-Barne Åsaka församling
Lekåsa-Barne Åsaka församling var en församling i Essunga pastorat i Skara-Barne kontrakt i Skara stift. Församlingen låg i Essunga kommun i Västra Götalands län. 2019 uppgick församlingen i Essunga församling.

## Administrativ historik
Församlingen bildades 2002 genom sammanslagning av Lekåsa församling och Barne-Åsaka församling och var sedan dess annexförsamling i pastoratet Essunga, Lekåsa-Barne Åsaka och Främmestad-Bäreberg.
2019 uppgick församlingen i Essunga församling.

## Kyrkor
- Lekåsa kyrka
- Barne-Åsaka kyrka